# 农吉利
农吉利，也叫野百合，为豆科猪屎豆属下的一个种。

## 延伸阅读
[在维基数据编辑]
 《植物名實圖考·野百合》，出自吳其濬《植物名實圖考》